# Krugertelegram

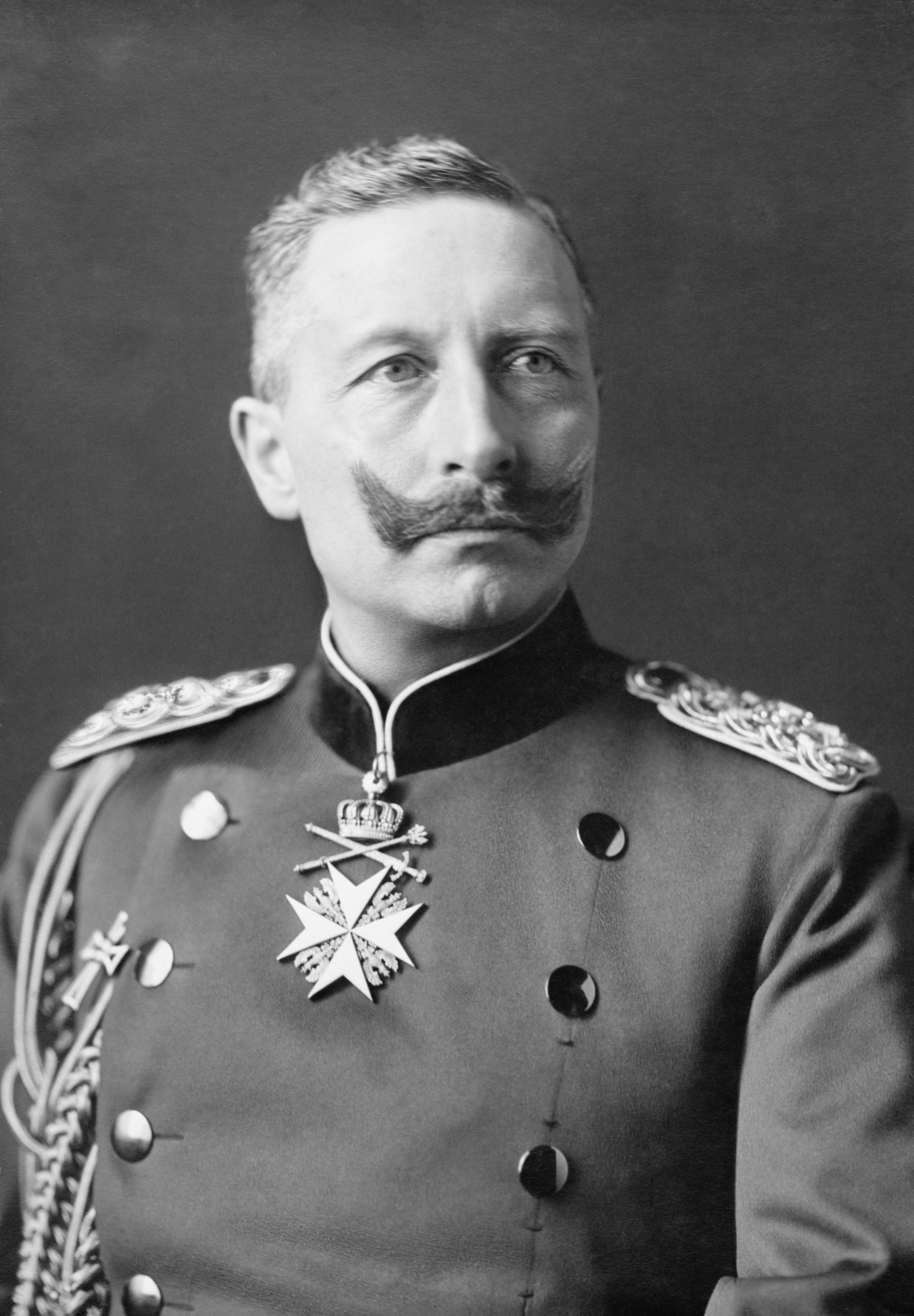
Wilhelm II van Duitsland

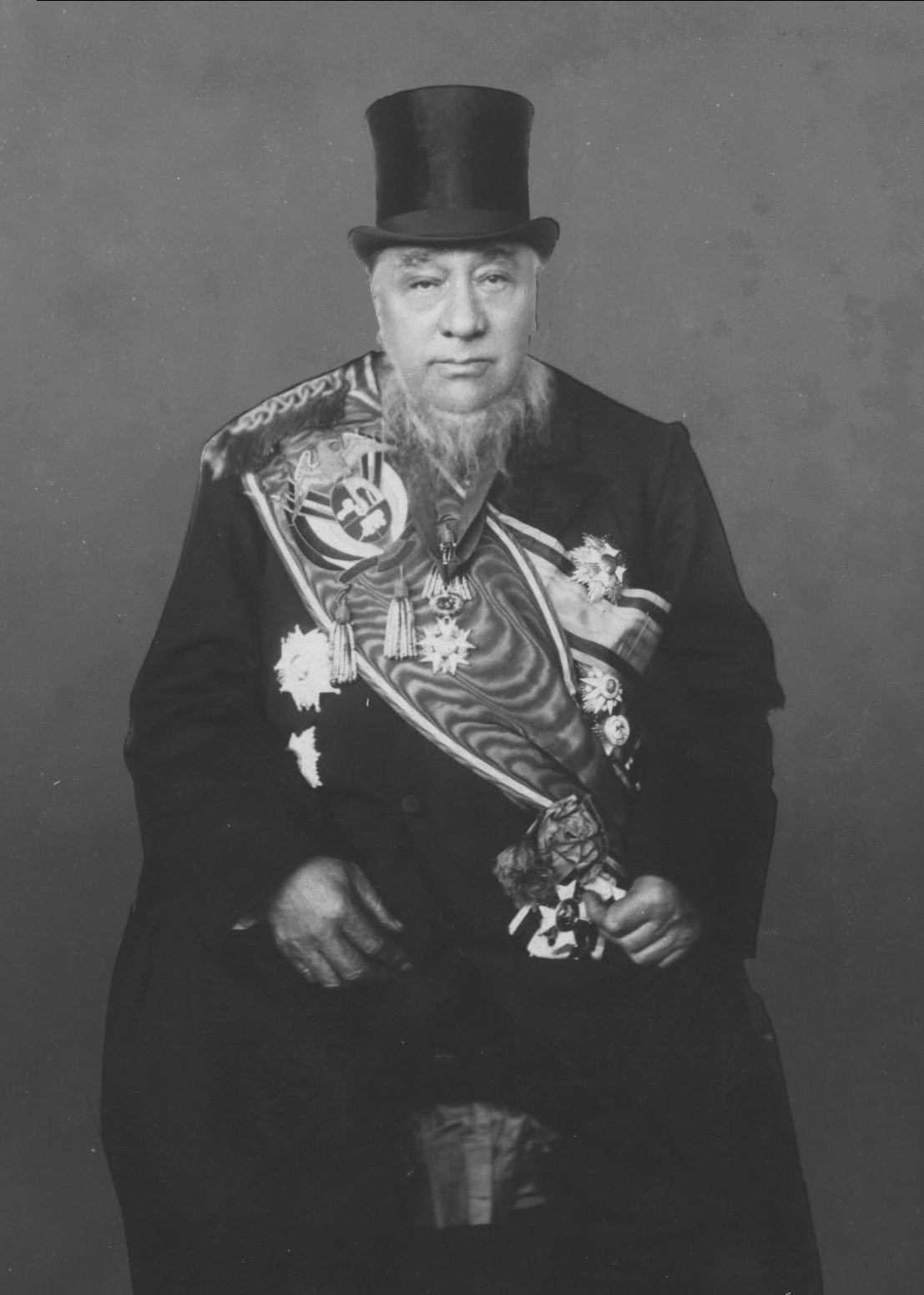
Paul Kruger

Het Krugertelegram was een telegram dat op 3 januari 1896 van keizer Wilhelm II van Duitsland naar president Paul Kruger van de Zuid-Afrikaansche Republiek (Transvaal) werd gestuurd.
Het Krugertelegram veroorzaakte een diplomatieke rel en verslechterde de relatie tussen het Verenigd Koninkrijk en Duitsland.

## Achtergrond
Op Oudejaarsdag 1895 waren zeshonderd gewapende Britten de grens met Transvaal overgestoken om de regering van Kruger omver te werpen in de Jameson Raid. Dit veroorzaakte verontwaardiging in continentaal Europa, en met name in Duitsland. Na het horen van dit nieuws schreef keizer Wilhelm II aan Nicolaas II van Rusland op 2 januari 1896:

De republiek Transvaal is op een uiterst laaghartige wijze aangevallen, en kennelijk niet zonder voorkennis van Engeland. Ik heb tegen Londen ferme taal gebezigd en ik heb contact opgenomen met Parijs om onze bedreigde belangen gemeenschappelijk te verdedigen... ik zal nooit toestaan dat de Britten Transvaal uitroeien!

## Het telegram
Later op de dag kwam het nieuws dat de invallers waren verslagen. Hierop schreef Wilhelm de volgende telegram aan Kruger:

Hierbij druk ik mijn gelukwensen uit dat u en uw volk er door uw eigen vastbesloten daden en zonder hulp te vragen van bevriende mogendheden, in geslaagd bent de orde weer te herstellen ten koste van de gewapende horden die uw land binnenvielen en de vrede wilden verstoren, en de onafhankelijkheid van uw land te waarborgen tegen aanvallen van buitenaf.

## Reacties
Het Krugertelegram veroorzaakte een golf van verontwaardiging en vijandigheid in Engeland; de Britse pers sprak vernietigend over de keizer en bij Duitse winkeliers werden zelfs de ruiten ingegooid.
Prins van Wales Eduard zei over het telegram:

Een nodeloos onvriendelijke daad. Bovendien heeft hij zich abominabel gedragen door de Boeren te feliciteren met hun overwinning op een groep die uitsluitend bestond uit onderdanen van onze koningin. Maar los daarvan zou de Prins van Wales graag willen weten wat de keizer ermee te maken heeft dat hij meent een bericht te sturen.

Wilhelms grootmoeder Victoria stuurde hem een persoonlijk bericht:

Als je grootmoeder ... kan ik me er niet van weerhouden mijn diepe spijt te betuigen over het telegram dat je naar president Kruger hebt gestuurd ... Ik beschouw het als een onvriendelijke daad jegens dit land, hoewel ik er zeker van ben dat dit niet zo bedoeld was, maar het heeft hier een pijnlijke indruk gemaakt ... Het optreden van dr. Jameson was natuurlijk helemaal verkeerd en volkomen ongerechtvaardigd; maar gezien de heel bijzondere positie waarin Transvaal zich ten opzichte van Groot-Brittannië bevindt, was het denk ik beter geweest als je helemaal niets gezegd had ... Het is altijd onze diepe wens geweest goede betrekkingen met Duitsland te onderhouden en gezamenlijk te handelen, maar ik vrees dat jullie tussenpersonen in de koloniën precies het tegendeel doen, wat ons heel veel pijn doet.

Wilhelm werd verrast door deze negatieve reacties en legde de schuld van het telegram volledig bij zijn ministers. In Pretoria zei Kruger hierop tegen de Duitse consul: 

De oude vrouw niesde even en toen gingen jullie ervandoor.

In Duitsland en de rest van continentaal Europa waren de reacties op het telegram echter instemmend enthousiast, vanwege de daar heersende anglofobie.